# Entreprenørfirmaet Nordkysten
Entreprenørfirmaet Nordkysten A/S er en dansk entreprenørvirksomhed inden for anlæg, lav- og højspændingsanlæg og forsyningsledninger. Virksomheden har hovedkvarter i Gilleleje. De har ca. 500 ansatte og 125 gravemaskiner. I 2023 havde de en årsomsætning på 878 mio. kroner. 
I 1959 grundlagde Jørgen Pedersen Nordkystens Maskinstation med en grønthøster, en mejetærsker og en halmpresser. Sidst i tresserne blev virksomheden omdannet til Entreprenørfirmaet Nordkysten. Mogens Pedersen, Jørgen Pedersens søn, overtog ledelsen i 1983. Siden 2014 er virksomheden ejet af Frank- og Linda Kruse.